# Frugtarisme
Frugtarer spiser overvejende eller kun frugter, bær, nødder og grøntsager, der botanisk set er frugter så som agurk og tomat. Tanken bag er den, at frugter kan spises uden at ødelægge selve planten, da frugter netop er dannet for at blive spist. Verdensfrugtdagen blev stiftet i 2009.